# Státní znak Izraele
Státní znak Izraele znázorňuje sedmiramenný svícen (menoru), po obou stranách obklopeným olivovými ratolestmi, pod nínž je nápis "ישראל" (hebrejsky Izrael‎). Zatímco pozadí znaku je vždy modré, menora a olivové ratolesti mohou být bílé nebo zlaté. Modro-bílá verze se objevuje například na prezidentské standartě, zatímco modro-zlatá verze je běžná, když se znak používá samostatně.
Izrael přijal tento státní znak po veřejné soutěži, která proběhla roku 1948. Konečná podoba vychází z vítězného návrhu, který podali bratři Gabriel a Maxim Šamirovi a některých prvků použitých z jiných návrhů, jako z návrhů Oteha Wališe a W. Struskiho nebo Itamara Davida a Jerachmiela Šechtera.
Zobrazení se zdá, jako by bylo vypůjčeno z veršů knihy proroka Zacharjáše (kapitola 4.): „Hle, vidím svícen, celý ze zlata, a na něm nahoře mísa se sedmi kahany... a nad ním dvě olivy, jedna z pravé strany a druhá z levé strany mísy.“ Je nejasné, zda je podoba zamýšlená nebo čistě náhodná. Bratři Šamirovi nicméně Zacharjášovy verše neuvádí jako zdroj jejich návrhu, třebaže jej detailně popsali pro deník Maariv (16. února 1949).
Menora je symbolem judaismu po více než 3 tisíce let. Byla použita i ve starověkém Jeruzalémském chrámu. Olivové ratolesti symbolizují mír.
Izraelský státní znak je znázorněn i na přední straně izraelských pasů.

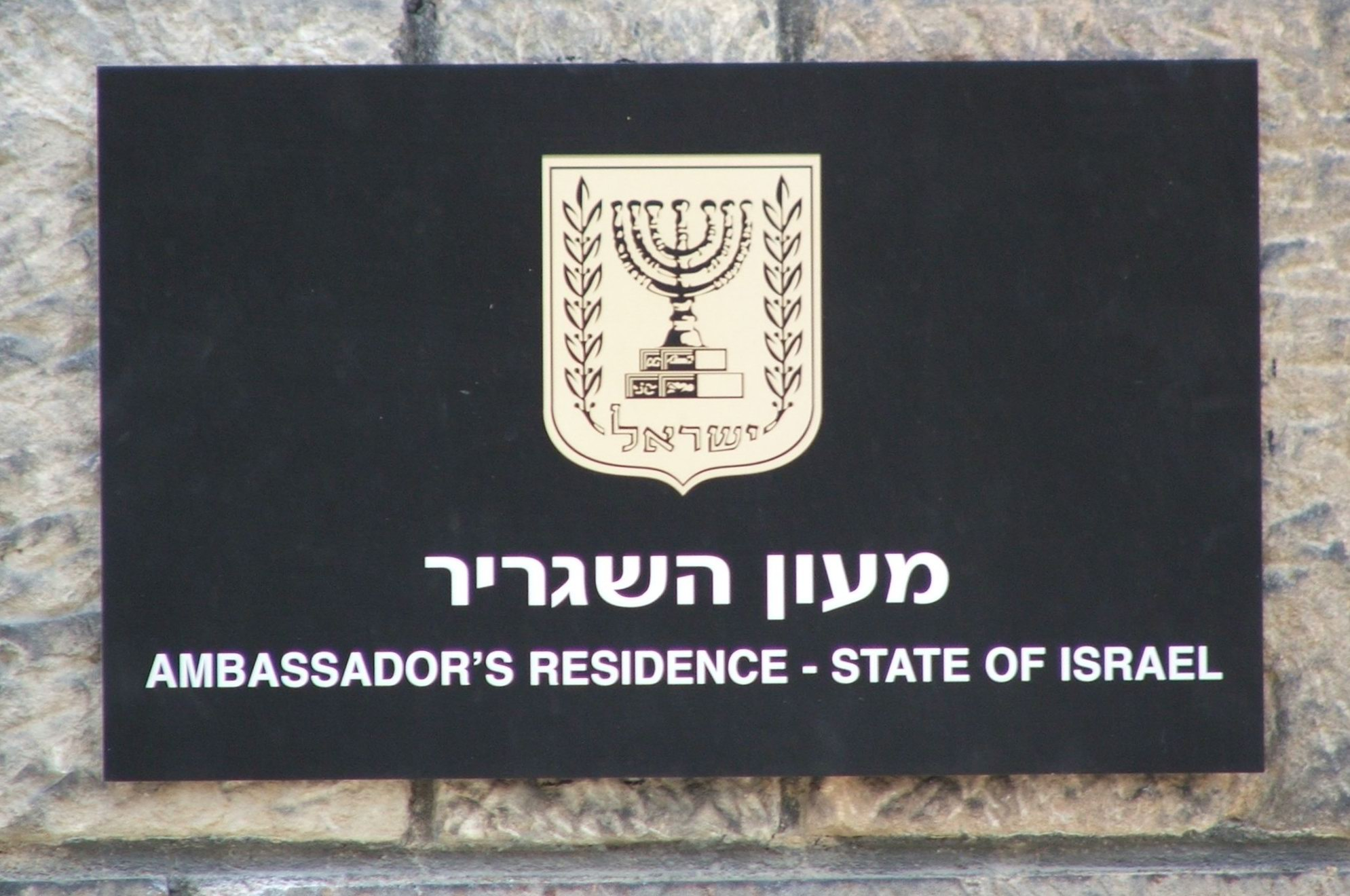
Státní znak na budově velvyslanectví v Praze
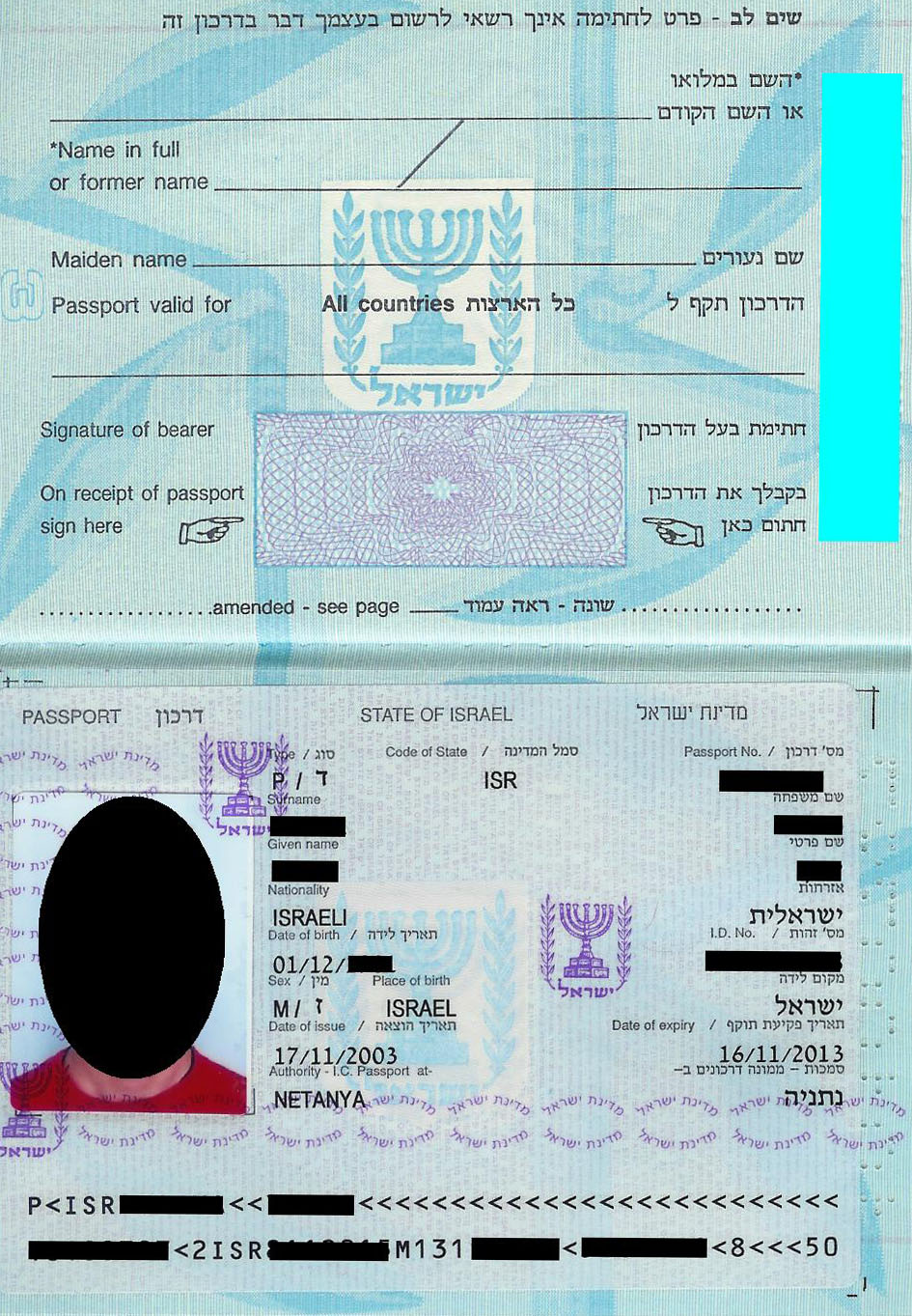
Státní znak na cestovním pasu
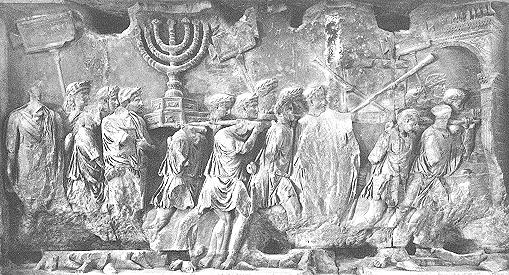
Historické zobrazení Menory